# Montfuron
Montfuron – miejscowość i gmina we Francji, w regionie Prowansja-Alpy-Lazurowe Wybrzeże, w departamencie Alpy Górnej Prowansji.

## Demografia
Według danych na rok 1990 gminę zamieszkiwało 149 osób, a gęstość zaludnienia wynosiła 8 osób/km². W styczniu 2015 r. Montfuron zamieszkiwało 205 osób, przy gęstości zaludnienia wynoszącej 11 osób/km².